# Morten Thrane Esmark
För andra betydelser, se Esmark.
Hans Morten Thrane Esmark, född den 21 augusti 1801 i Kongsberg, död den 24 april 1882 i Kristiania, var en norsk präst och mineralog, son till professor Jens Esmark, dotterson till Morten Thrane Brünnich.
Esmark avlade teologisk examen och tjänstgjorde 1826-69 som präst. Han fick stort anseende som mineralog, huvudsakligen genom sina undersökningar av den trakten omkring Langesundsfjorden, där han upptäckte många nya mineral. Han påträffade ett mineral på Løvøya, vilket han inte kunde identifiera och därför sände ett prov till sin far. Denne sände det vidare till Jöns Jacob Berzelius, som 1828 konstaterade att det var ett tidigare okänt mineral, vilket innehåller det därigenom upptäckta grundämnet torium. Mineralet fick namnet torit (toriumsilikat).